# بادي دايل
بادي دايل (بالإنجليزية: Buddy Dial)‏ هو لاعب كرة قدم أمريكية أمريكي، ولد في 17 يناير 1937 في بونكا سيتي في الولايات المتحدة، وتوفي في 29 فبراير 2008.

## وصلات خارجية
- بادي دايل على موقع مرجع كرة القدم المحترفة.كوم (الإنجليزية)